# Themistoclesia pennellii
Themistoclesia pennellii är en ljungväxtart som först beskrevs av A. C. Smith, och fick sitt nu gällande namn av Herman Otto Sleumer. Themistoclesia pennellii ingår i släktet Themistoclesia och familjen ljungväxter. Inga underarter finns listade i Catalogue of Life.